# Odprto prvenstvo Anglije 1979
Odprto prvenstvo Anglije 1979 je teniški turnir za Grand Slam, ki je med 25. junijem in 7. julijem 1979 potekal v Londonu.

## Moški posamično
Björn Borg :  Roscoe Tanner 6-7(4-7) 6-1 3-6 6-3 6-4

## Ženske posamično
Martina Navratilova :  Chris Evert Lloyd 6-4 6-4

## Moške dvojice
Peter Fleming /  John McEnroe :  Brian Gottfried /  Raúl Ramírez 4-6 6-4 6-2 6-2

## Ženske dvojice
Billie Jean King /  Martina Navratilova :  Betty Stöve /  Wendy Turnbull 5-7 6-3 6-2

## Mešane dvojice
Bob Hewitt /  Greer Stevens :  Frew McMillan /  Betty Stöve 7-5 7-6(9-7)